# HY-2
Хайин-2 или HY-2 (кит. упр. 海鹰二号, пиньинь hǎiyīng èr hào, палл. хайин эр хао, буквально: «Морской орёл-2», экспортное обозначение — C-201, по классификации НАТО — Silkworm) — китайская противокорабельная ракета (ПКР), является удлинённой версией ПКР HY-1, потомка советской ПКР П-15 «Термит».

## Описание
HY-2 в основном идентична базовой ракете HY-1, однако имеет удлинённый корпус. Оснащена скруглённым носовым обтекателем прикрывающим АРГСН, парой расположенных по центру средней секции ракеты дельтовидных крыльев и тремя расположенными в хвостовой части аэродинамическими рулями. В качестве маршевой двигательной установки используется ЖРД на высококипящих токсичных компонентах топлива, стартовый твердотопливный ускоритель подвешивается под фюзеляжем ПКР.
Пуск HY-2 осуществляется с наземной пусковой установки рельсового типа. Полёт на начальном участке проходит на высоте 1000 метров, после перехода ракеты на маршевый двигатель высота полёта снижается до 100—300 метров. На конечном участке полёта, после включения АРГСН, ракета снижается до высоты 8 метров над поверхностью моря, вплоть до попадания в цель. Вероятность поражения с одного выстрела оценивается в 90 %. Ввиду увеличенных габаритов корпуса HY-2 в варианте корабельного базирования не разрабатывалась. ПКР HY-2 считается морально-устаревшей, в будущем планируется её замена на ПКР типа YJ-8.
Хайин-2 активно экспортировалась Китаем в страны Ближнего Востока.

## Модификации
- HY-2 — базовый вариант берегового базирования с активным радиолокационным наведением, разработанный на базе ПКР HY-1
- HY-2A — модификация с ИКГСН
  - HY-2AII — улучшенный вариант HY-2A
- HY-2B — модификация с моноимпульсной радиолокационной ГСН взамен АРГСН с коническим сканированием
  - HY-2BII — улучшенная модификация HY-2B с заново разработанной АРГСН
- C-201 — экспортное обозначение варианта ракеты авиационного базирования
  - C-201W — экспортный вариант с увеличенной дальностью действия оснащённый турбореактивным маршевым двигателем взамен ЖРД

## Характеристики
- Длина: 7,36 м
- Диаметр: 0,76 м
- Масса: 3000 кг
- Дальность полета: 100 км
- Скорость: М=0,9
- Высота полета: 100—300 м